# موزيس موسوب
موزيس موسوب (بالإنجليزية: Moses Mosop) (17 يوليو 1985 -)، عداء كيني مختص في المسافات الطويلة. في 4 يونيو 2011 حطم الرقم القياسي العالمي لمسافتي 25 كيلومتر بزمن قدره (1 س 12 دق 25 ث 4) و 30 كيلومتر بزمن قدره (1 س 26 دق 47 ث).

## وصلات خارجية
- موزيس موسوب على موقع الاتحاد الدولي لألعاب القوى (الإنجليزية)
- موزيس موسوب على موقع الدوري الماسي (الإنجليزية)
- موزيس موسوب على موقع أوليمبيديا (الإنجليزية)

1. ↑  IAAF Diamond League | iaaf.org نسخة محفوظة 26 أغسطس 2011 على موقع واي باك مشين.